# Марафонський біг

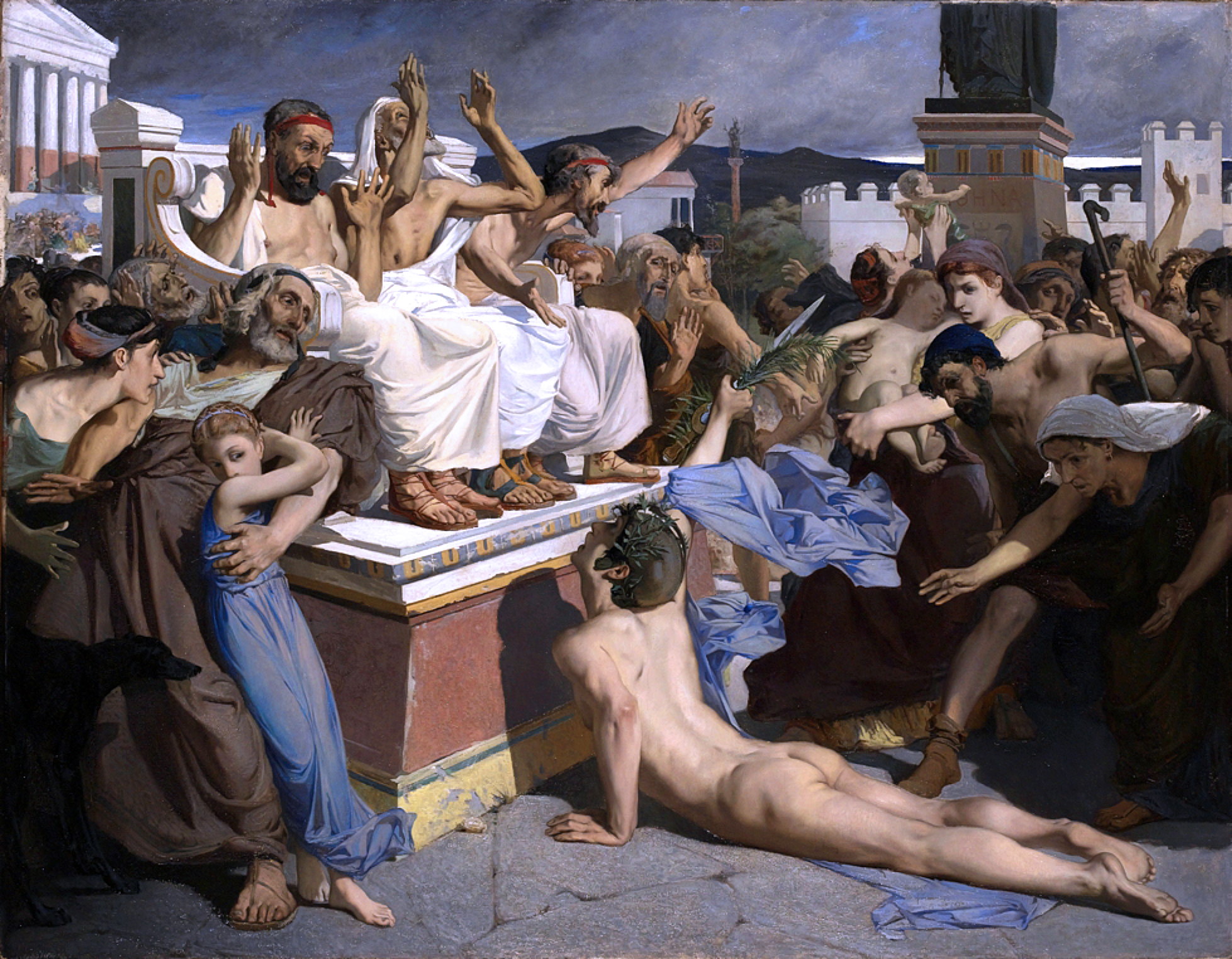
Картина що зображує Фідіппіда, який приносить звістку про перемогу в Марафонській битві жителям Афін

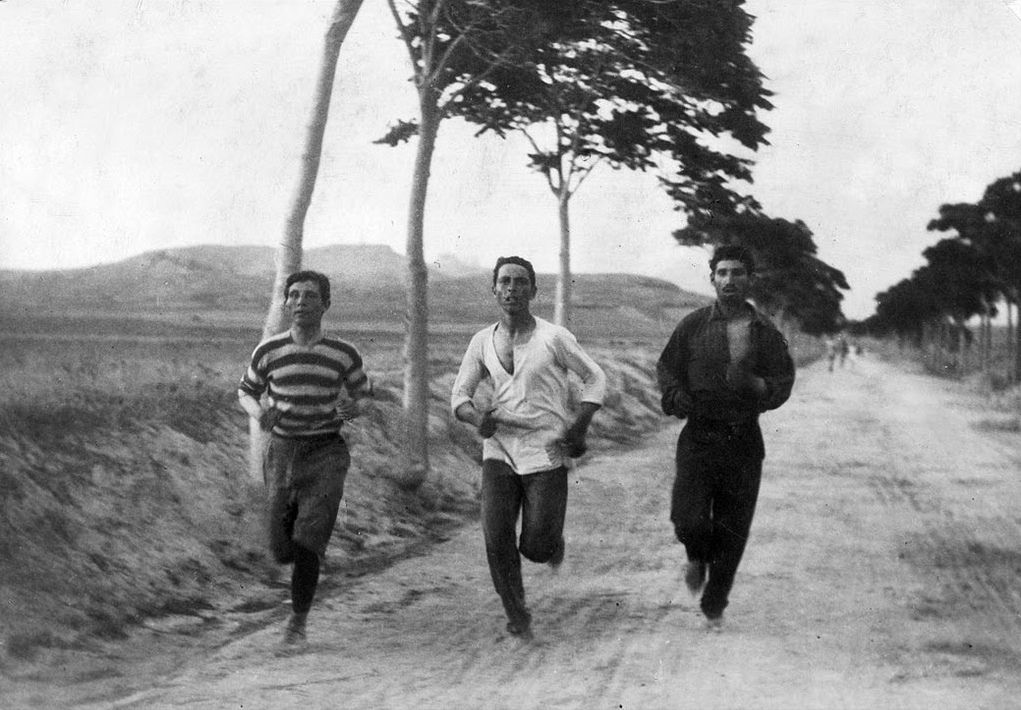
1-й олімпійський марафон, фото 1896

Марафо́нський біг або марато́нський біг — спортивні змагання з бігу на дистанцію, що становить 42 км 195 м.

## Історія
Назва Марафонський біг пов'язана з легендою про давньогрецького воїна Фідіппіда, який пробіг із поселення Марафон до Афін, щоб принести звістку про перемогу греків над персами у Марафонській битві. Це сталося у 490 р. до н. е. У такий спосіб воїн увічнив пам'ять про перемогу грецьких військ Мільтіада, а в легкій атлетиці з'явився такий вид змагань, як біг по шосе на найдовшій дистанції (42 км 195 м), тобто марафон (або марафонський біг).
В наш час такі змагання вперше відбулися на Перших Олімпійських іграх 1896 року в Афінах (ідею особисто схвалив П'єр де Кубертен). Причому біговий маршрут відповідав історичному — від міста Марафон до Афін. Довжина маршруту становила 40 кілометрів. Надалі довжина дистанції постійно змінювалась, доки у 1921 році Міжнародна Федерація Легкої Атлетики не затвердила довжину 42 км 195 метрів як офіційну. Маршрут Олімпійських ігор 1896 року було повторено 2004 року на XXVIII Олімпійських іграх в Афінах, а також покладено в основу маршруту Афінського класичного марафону.
Першим переможцем в олімпійському марафонському забігу був Спиридон Луїс, звичайний грецький водоноша, який показав результат 2 години 58 хвилин 50 секунд. Для порівняння у 1980 році найкращим був результат австралійця Д. Клейтона 2 години 9 хвилин 01 секунда, а теперішнім світовим рекордом з цієї дисципліни є результат, що його показав кенійський професійний бігун Еліуд Кіпчоґе під час Берлінського марафону 16 вересня 2018 року — 2 години 1 хвилина 39 секунд.
У 1984 році на XXIII Олімпійських іграх у Лос-Анджелесі вперше було проведено жіночий марафон (як олімпійська дисципліна). Найкращий у світі результат серед жінок у марафонському забігу показала англійка Пола Редкліфф під час Лондонського марафону 13 квітня 2003 року — 2 години 15 хвилин 25 секунд; однак цей час вона показала у змішаному (тобто за участі як жінок, так і чоловіків) марафоні; рекордсменкою суто жіночого забігу на марафонську відстань є кенійка Бріджит Косгей з часом 2 години 14 хвилин 4 секунди (показаний під час Чиказького марафону, 13 жовтня 2019 року).
У теперішній час в більшості країн світу проводять свої, як професійні, так і аматорські, марафонські забіги (загалом понад 800), зазвичай приурочені до якихось національних свят чи подій. Наймасовіші та найпрестижніші, зокрема Токійський, Бостонський, Лондонський, Берлінський, Чиказький та Нью-Йоркський марафони включені в серію World Marathon Majors, на них в тому числі відбуваються етапи кубка світу для спортсменів-професіоналів. Афінський класичний марафон відзначений «золотим статусом» Міжнародної асоціації легкоатлетичних федерацій.
В січні 2011 року Асоціація міжнародних марафонів і пробігів підписала угоду із Міністерством культури та туризму Греції, згідно з якою переносить свою штаб-квартиру до Афін.

## Змагання
Марафонський біг входить до програми офіційних дисциплін Олімпійських ігор, чемпіонатів світу та Європи з легкої атлетики. Крім того, у світі щорічно проводиться багато самостійних змагань власне з марафону та його окремих підвидів: півмарафону, чвертьмарафону, ультрамарафону, гірського марафону, марафонної естафети (екіден), марафону як одного з трьох етапів тріатлону тощо. Результати змагань діляться на загальні та серед окремих груп населення (серед чоловіків і жінок, молоді, осіб похилого віку, інвалідів). Практично всі марафони (крім Олімпійського) є відкритими змаганнями, в яких можуть взяти участь всі охочі спортсмени.
Найвідомішими змаганнями з марафону є щорічні:
- Токійський марафон (з 2007 р., кінець лютого)
- Бостонський марафон (з 1897 р., в третій понеділок квітня — в «День патріота»)
- Лондонський марафон (з 1981, четверта неділя квітня)
- Берлінський марафон (з 1974, в останню неділю вересня)
- Чиказький марафон (з 1977, у друга неділя жовтня)
- Нью-Йоркський марафон (з 1970 р., перша неділя листопада)

23 січня 2006 року директори цих змагань — Гай Морзе (Бостон), Девід Бедфорд (Лондон), Марк Мільде (Берлін), Кері Пінковськи (Чикаго) та Мері Віттенберг (Нью-Йорк) — підписали угоду про створення «вищої ліги» з цих п'яти змагань — «World Marathon Majors» та заснували відповідний кубок за сумарним заліком у них.
Відомими та престижними є також такі змагання:
- Римський марафон (Італія, середина березня)
- «Марафон Двох океанів» (Кейптаун, ПАР, поч. квітня)
- Роттердамський марафон (Нідерланди, поч. квітня)
- Паризький марафон (Франція, сер. квітня)
- Віденський марафон (Австрія, сер. квітня)
- Мадридський марафон (Іспанія, кінець квітня)
- Стокгольмський марафон (Швеція, сер. липня)
- Марафон Ріо-де-Жанейро (Бразилія, сер. липня)
- MEDOC марафон (Франція, поч. вересня)
- Сіднейський марафон (Австралія, сер. вересня)
- Кельнський марафон (Німеччина, кін. вересня)
- Марафон на Мальорці (Іспанія, сер. жовтня)
- Стамбульський марафон «ЄВРАЗІЯ» (Туреччина, сер. жовтня)
- Амстердамський марафон (Нідерланди, кін. жовтня)
- Дублінський марафон (Ірландія, кін. жовтня)
- Афінський марафон (Греція, сер. листопада)

Головні марафони України:
- Кримський осінній марафон (м. Сімферополь)
- Білоцерківський марафон
- 16 жовтня 2010 року у столиці України відбувся перший Київський марафон, в якому взяли участь понад 500 бігунів з різних країн світу[5].

## Рекорди
- Офіційні світові рекорди серед чоловіків:

| Час (г)                         | Ім'я                      | Країна  | Дата       | Місце    | Змагання              |
| ------------------------------- | ------------------------- | ------- | ---------- | -------- | --------------------- |
| 2:00:35                         | Келвін Кіптум             | Кенія   | 08.10.2023 | Чікаґо   | Чиказький марафон     |
| 2:01:09                         | Еліуд Кіпчоґе             | Кенія   | 25.09.2022 | Берлін   | Берлінський марафон   |
| 2:01:39                         | Еліуд Кіпчоґе             | Кенія   | 21.09.2018 | Берлін   | Берлінський марафон   |
| 2:02.57                         | Денніс Кіметто            | Кенія   | 28.09.2014 | Берлін   | Берлінський марафон   |
| 2:03.23                         | Вільсон Кіпсанг           | Кенія   | 29.09.2013 | Берлін   | Берлінський марафон   |
| 2:03.38                         | Патрік Макау              | Кенія   | 25.09.2011 | Берлін   | Берлінський марафон   |
| 2:03.59                         | Хайле Гебрселассіє        | Ефіопія | 28.09.2008 | Берлін   | Берлінський марафон   |
| 2:04.26                         | Хайле Гебрселассіє        | Ефіопія | 30.09.2007 | Берлін   | Берлінський марафон   |
| 2:04.55                         | Пол Тергат                | Кенія   | 28.09.2003 | Берлін   | Берлінський марафон   |
| ↑ офіційні світові рекорди ↑    |                           |         |            |          |                       |
| ↓ найкращі результати у світі ↓ |                           |         |            |          |                       |
| 2:01.41                         | Кененіса Бекеле           | Ефіопія | 29.09.2019 | Берлін   | Берлінський марафон   |
| 2:02.37                         | Еліуд Кіпчоґе             | Кенія   | 28.04.2019 | Лондон   | Лондонський марафон   |
| 2:02.48                         | Бірхану Легесе            | Ефіопія | 29.09.2019 | Берлін   | Берлінський марафон   |
| 2:02.55                         | Мосінет Геремев           | Ефіопія | 28.04.2019 | Лондон   | Лондонський марафон   |
| 2:02.57                         | Тайтус Екіру              | Кенія   | 16.05.2021 | Мілан    | Міланський марафон    |
| 2:03.00                         | Еванс Чебет               | Кенія   | 06.12.2020 | Валенсія | Валенсійський марафон |
| 2:03.03                         | Кененіса Бекеле           | Ефіопія | 25.09.2016 | Берлін   | Берлінський марафон   |
| 2:03.04                         | Лоуренс Чероно            | Кенія   | 06.12.2020 | Валенсія | Валенсійський марафон |
| 2:03.05                         | Еліуд Кіпчоґе             | Кенія   | 24.04.2016 | Лондон   | Лондонський марафон   |
| 2:03.13                         | Еммануель Кіпчірчір Мутаі | Кенія   | 28.09.2014 | Берлін   | Берлінський марафон   |

- Перший офіційний світовий рекорд серед жінок 2:15.25 год встановила Пола Редкліф (Велика Британія) (13 квітня 2003, Лондон)

| Час (г)                         | Ім'я                    | Країна          | Дата       | Місце    | Змагання              |
| ------------------------------- | ----------------------- | --------------- | ---------- | -------- | --------------------- |
| ↓ найкращі результати у світі ↓ |                         |                 |            |          |                       |
| 2:14.04                         | Бріджит Косгей          | Кенія           | 13.10.2019 | Чикаго   | Чиказький марафон     |
| 2:15.25                         | Пола Редкліфф           | Велика Британія | 13.04.2003 | Лондон   | Лондонський марафон   |
| 2:17.01                         | Мері Джепкосгей Кейтани | Кенія           | 23.04.2017 | Лондон   | Лондонський марафон   |
| 2:17.08                         | Рут Чепнгетіч           | Кенія           | 25.01.2019 | Дубай    | Дубайський марафон    |
| 2:17.16                         | Перес Джепчірчір        | Кенія           | 06.12.2020 | Валенсія | Валенсійський марафон |
| 2:17.18                         | Пола Редкліфф           | Велика Британія | 13.10.2002 | Чикаго   | Чиказький марафон     |
| 2:17.41                         | Воркнеш Дегефа          | Ефіопія         | 25.01.2019 | Дубай    | Дубайський марафон    |
| 2:17.42                         | Пола Редкліфф           | Велика Британія | 17.04.2005 | Лондон   | Лондонський марафон   |
| 2:17.45                         | Лона Салпетер           | Ізраїль         | 01.03.2020 | Токіо    | Токійський марафон    |
| 2:17.56                         | Тірунеш Дібаба          | Ефіопія         | 23.04.2017 | Лондон   | Лондонський марафон   |
| 2:18.11                         | Гледіс Чероно Кіпроно   | Кенія           | 16.09.2018 | Берлін   | Берлінський марафон   |
| 2:18.20                         | Бріджит Косгей          | Кенія           | 28.04.2019 | Лондон   | Лондонський марафон   |
| 2:18.30                         | Роза Дередже            | Ефіопія         | 01.12.2019 | Валенсія | Валенсійський марафон |

## Цікаві факти
Марафонську дистанцію долали космонавти перебуваючи на борту космічних кораблів. Так, 16 квітня 2007 року американський астронавт Суніта Вільямс вперше здолала марафонську дистанцію, перебуваючи в космосі на борту Міжнародної космічної станції. Вона подолала дистанцію за 4 години 23 хвилин під час Бостонського марафону. 24 квітня 2016 року британський космонавт Тімоті Пік став першим чоловіком, який пробіг марафон у космосі. Піку довелося пристебнутися до бігової доріжки. Він подолав дистанцію за 3 години 35 хвилин під час Лондонського марафону.